# 26:an
26:an var en provisorisk ungdomslokal på Drottninggatan 26 i Stockholm, öppen sex månader under 1966, inrymd i ett rivningshotat hus som hyrdes av Stockholms barnavårdsnämnd för att tillfälligt ge ungdomar en samlingsplats.

## Bakgrund
Hötorgskravallerna i augusti 1965 samlade flera hundra ungdomar, de flesta hade tagit tunnelbanan bort från förorten och ungdomsgården till centrum och den populära mötesplatsen Konserthusets trappa. Polisen uppfattade situationen som störande av allmän ordning och konstaplar skickades ut för att upplösa folksamlingen. Ungdomarna, som beskrevs som mods, vägrade flytta på sig och omfattande kravaller utbröt. Strax efter händelsen ordnades ett möte mellan polis, Stockholms skoldirektion och barnavårdsnämnd. En utredning tillsattes, barnavårdsnämnden inledde en bussningskampanj med avsikt att återföra ungdomarna till sina respektive förorter. Detta misslyckades och myndigheterna kunde konstatera att det blev allt svårare att övertala ungdomarna att följa med då de såg Stockholms city som sin centrala värld.

## Verksamhet
26:an bestod av 600 kvm tomma, kala och nedslitna lokaler. Den provisoriska ungdomslokalen saknade både verksamhetsplan och organiserade aktiviteter. Barnavårdsnämnden erbjöd i stort sett bara en plats att träffas på för modsen och de av päron, beatniks och snobbar som kände sig välkomna.

På 26:an kunde man fika och köpa smörgåsar till självkostnadspris, lyssna på och spela musik, arrangera fester och träffa likasinnade. Till 26:an hörde också ett annex, det före detta ölkaféet på Vattugatan 8, som döptes till 8:an. Det kunde vara mellan 250 och 400 personer i lokalerna en kväll. Klagomål på oväsen och bråk från näringsidkare och boende i området lät inte vänta på sig. Media visade också tidigt intresse för den bohemiska verksamheten finansierad av offentliga medel. Förutom Stockholms mods, så bestod klientelet av många tillresta finska ungdomar och andra turister. Försäljning och rökning av hasch kom snart att bli ett allvarligt problem. Under hösten 1966 stängdes 26:an och 8:an, då barnavårdsnämnden flyttade verksamheten till Lästmakargatan 4, populärt kallad 4-an. Drottninggatan 26 revs under våren 1967.

## Dokumentation
Stefan Jarl och Jan Lindqvist hittade snabbt till 26:an, och där bekantade de sig med Kenta Gustafsson och Stoffe Svensson. Kortfilmerna Stänk och Snutarna spelades in under 1966, dokumentärfilmer som ledde fram till Dom kallar oss mods (1968). Mods utan lokal kallades Gary Engman och Åke Wilhelmssons rapport från 26:an som sändes i Aktuellt 24/8 1966. I Boken  Mods : Stockholm 1964 - 1967 (1998) av Urban Nilmander och Kenneth Ahlborn finns texter om 26:ans uppgång och fall.